# ميليسا ليو
ميليسا ليو تشيسينغتون (بالإنجليزية: Melissa Chessington Leo)‏ (من مواليد 14 سبتمبر 1960) هي ممثلة أمريكية بدأت مسيرتها المهنية في 1984 وحائزة على عدة جوائز فنية أهمها جائزة الأوسكار لأفضل ممثلة مساعدة وجائزة غولدن غلوب لدورها في المقاتل (2010).

## أعمالها
- 2013: سجناء (الدور: هولي جونز)[بحاجة لمصدر]
- 2014: المعادل (الدور: Susan Plummer)
- 2010: المقاتل (الدور: Alice Ward)
- 2009: الجميع بخير (الدور: Marie)
- 2008: القتل المبرر (الدور: Georgia)
- 2003: هايد آند سيك (الدور: Marianne Jordan)
- 2000: 21 غرام (الدور: Det. Sgt. Kay Howard)

## روابط خارجية
- ميليسا ليو على موقع IMDb (الإنجليزية)
- ميليسا ليو على موقع الموسوعة البريطانية (الإنجليزية)
- ميليسا ليو على موقع روتن توميتوز (الإنجليزية)
- ميليسا ليو على موقع قاعدة بيانات الأفلام العربية
- ميليسا ليو على موقع ألو سيني (الفرنسية)
- ميليسا ليو على موقع تيرنر كلاسيك موفيز (الإنجليزية)
- ميليسا ليو على موقع أول موفي (الإنجليزية)
- ميليسا ليو على موقع بوكس أوفيس موجو (الإنجليزية)
- ميليسا ليو على موقع قاعدة بيانات الأفلام السويدية (السويدية)
- ميليسا ليو على موقع إن إن دي بي (الإنجليزية)